# Tina DeRosa
Tina DeRosa (talvolta trascritta anche come De Rosa, nata Antoinette Marie De Rosa) (Chicago, 20 ottobre 1944 – Park Ridge, 3 febbraio 2007) è stata una scrittrice e poetessa statunitense, nota per il romanzo Pesci di carta.
(Tina DeRosa)

## Biografia
Nata a Chicago nel 1944 da Anthony DeRosa, ufficiale di polizia, e Sophie Norkus, crebbe nel quartiere Little Italy e frequentò la Holy Guardian Angel Grammar School e la St. Mary's High School.
Dopo aver perso il padre e la nonna paterna da adolescente, affrontò i suoi sentimenti di dolore nella scrittura. Si laureò presso il Mundelein College nel 1966, insegnando composizione mentre lavorava alla sua tesi di master.
Nel 1980 pubblicò il suo romanzo autobiografico Paper Fish, uscito in Italia  nel 2007 col titolo di Pesci di carta.
Visse gli ultimi anni della sua vita a Park Ridge, nell'Illinois. Nel 2005 si convertì dal cattolicesimo alla religione greco-ortodossa. Morì il 3 febbraio 2007.